# Diagnosi diferencial
En Medicina, el  diagnòstic diferencial  és el procediment pel qual s'identifica una determinada malaltia, entitat nosològica, síndrome o qualsevol condició de salut-malaltia mitjançant l'exclusió d'altres possibles causes que presentin un quadre clínic semblant al que el pacient pateix.

## Requisits per emetre un diagnòstic diferencial
Hi ha una sèrie de factors necessaris previs a l'emissió d'un diagnòstic diferencial. En primer lloc, el procés que s'inicia no és unilateral, i requereix sensibilitat i responsabilitats d'ambdues parts (professional i pacient).
El metge ha d'aportar la màxima perícia clínica possible, la qual és la conjunció de l'experiència mèdica, fruit al qual s'arriba després d'una pràctica activa que consumeix temps i esforç, amb les capacitats cognitives, tant d'aptitud com d'actitud apropiades a la missió a exercir: definir la problemàtica i buscar i executar les millors solucions possibles.
Durant el procés, s'ha de posar tota la sensibilitat possible, incloent des de la salutació i tota altra forma de comunicació amb el pacient i el seu nucli familiar.
Però si bé són condicions necessàries per a tots dos, un amb la seva problemàtica i l'altre amb la seva perícia mèdica, el procés d'acostament es concreta basant-se en una sèrie d'eines intel·lectuals, la inducció, la deducció, el raonament abductiu, l'analogia i la modelització les quals, en definitiva, són utilitzades per generar les hipòtesis per al diagnòstic diferencial.
Perquè les hipòtesis inicials siguin vàlides, aquestes hauran de tenir consistència lògica, fonamentació científica i tenir la possibilitat de ser contrastades empíricament. Aquest procés, el de generar hipòtesis i refutar-les, afavorit o minimitzat per diversos factors, es considera un darwinisme de les hipòtesis on subsisteix la que, un cop sotmesa a normes d'apreciació crítiques, es considera la més creïble. Aquesta acció discriminadora és la característica fonamental del diagnòstic diferencial i es manté activa durant tot l'acte mèdic.

## Altres tipus de diagnòstic
Existeixen altres formes de diagnòstic, com ara el funcional, el fisiopatològic, l'anatòmic, l'anatomopatològic, el diagnòstic precoç i el diagnòstic definitiu, com la síntesi integradora d'una síndrome o d'una malaltia.